# 范明敏
范明敏（圣名「洗者若翰」：1934年3月5日—）是一位枢机及天主教胡志明市總教區榮休總主教。

## 生平
1934年生于越南金瓯，在芹苴市和西贡求学，1965年5月25日成为神父，服务于芹苴教区。在美国受教育回国后，多年担任教师。1993年，成为美湫教区副主教，1998年成为胡志明市總教區总主教。
2003年10月21日，被教宗若望保禄二世任命为枢机。2005年参与教宗选举秘密會議，选出新教宗本笃十六世。2013年本篤十六世宣告退位，再度參加選舉秘密會議，最後是教宗方濟各當選。2014年3月22日，因年齡而退休。